# Biała Krakowska

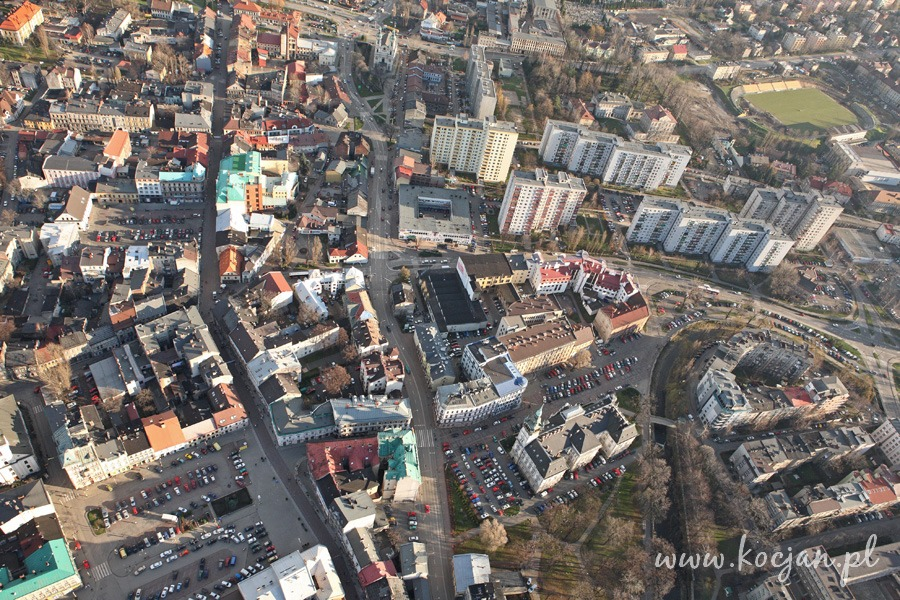
Überblick (Nord ist links, Süden ist rechts)

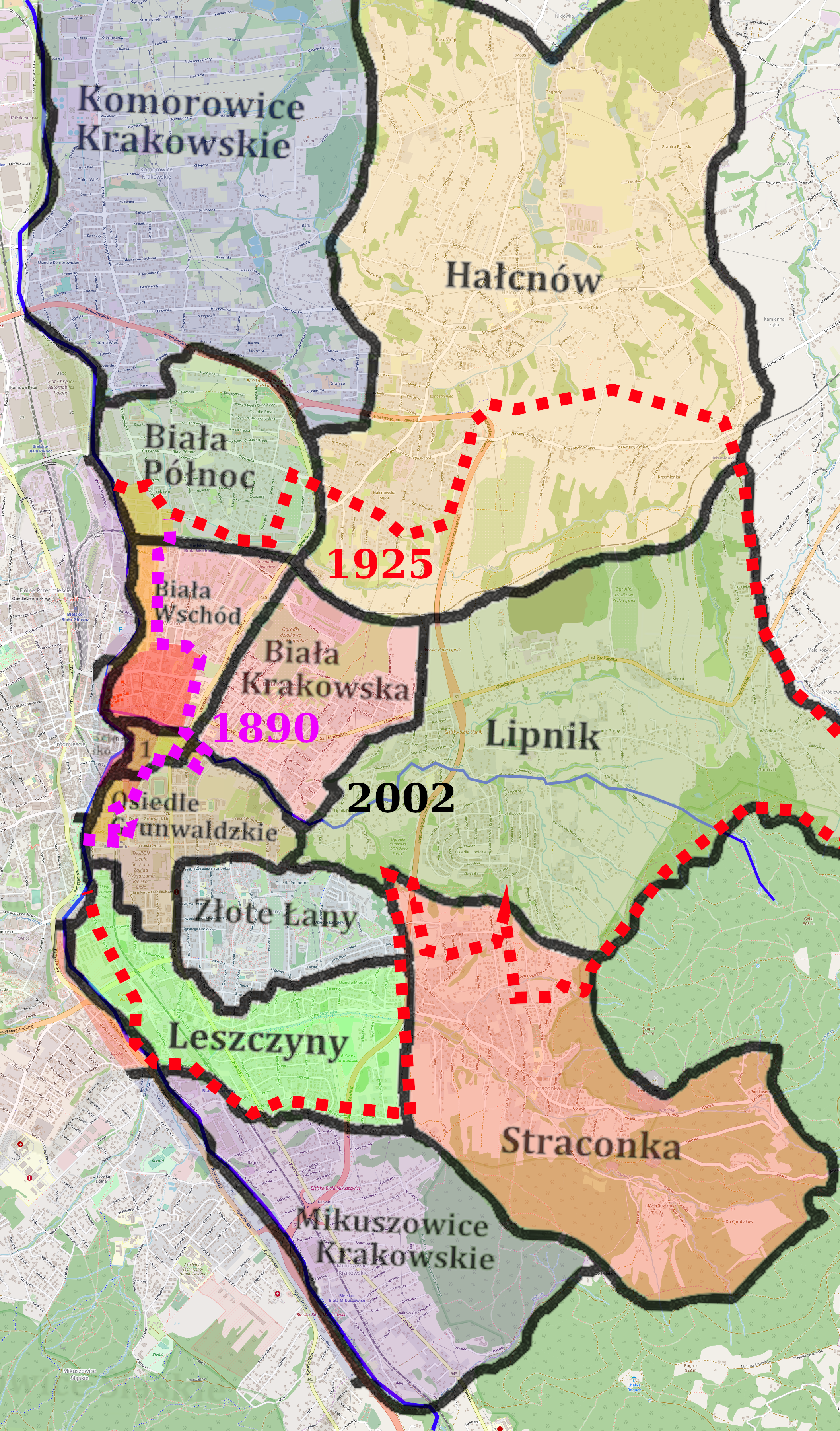

Biała, deutsch Biala (1940–1945 Bielitz-Ost; in der Zwischenkriegszeit Biała Krakowska, tschechisch Bělá), ist eine ehemalige Stadt, die sich heute über ein Gebiet von einigen Stadtteilen (Osiedla) innerhalb von Bielsko-Biała in der Woiwodschaft Schlesien in Polen erstreckt.
Als Biała Krakowska wird heute jedoch nur ein Stadtteil bezeichnet, der bis 1925 den westlichen Teil von Lipnik (Kunzendorf) darstellte.

## Geographie
Biała liegt am rechten Ufer des gleichnamigen Flusses, an der Mündung der Niwka (Au-Bach).
Im Jahre 1900 hatte die Stadt Biala (mit der Vorstadt Biała) eine Fläche von 50 Hektar, nach der Eingemeindung von Lipnik mit der Ortschaft Leszczyny im Jahr 1925 2125 Hektar.
Die Mehrheit der alten Stadt liegt innerhalb des heutigen Stadtteils Biała Wschód (Biała-Ost), den Namen Biała tragen auch die Stadtteile Biała Śródmieście (Biała-Innenstadt; mit dem Rathaus), Biała Krakowska und Biała Północ (Biala-Nord).

## Geschichte

Wappen von Biała

Biała entstand in der zweiten Hälfte des 16. Jahrhunderts als ein am wahrscheinlichsten vom Schultheiß von Lipnik (Walenty Krzyszko) gegründetes Dorf (Weiler) im Kreis Schlesien der Woiwodschaft Krakau in der Adelsrepublik Polen-Litauen, wo sich um das Jahr 1560 lutherische Handwerker aus der westlichen, zum schlesischen Herzogtum Teschen gehörenden, überbevölkerten Nachbarstadt Bielsko/Bielitz ansiedelten. 1564 wurde die Ansiedlung von 13 Handwerkern (mit Familien) entlang des alten „Polnischen Wegs“ (später die Alte Gasse, heutige Łukowa-Straße) erstmals urkundlich erwähnt, die seit 1584 den Namen Biala trug. 1613 wurde die Gemeinde erstmals administrativ unabhängig von Lipnik.

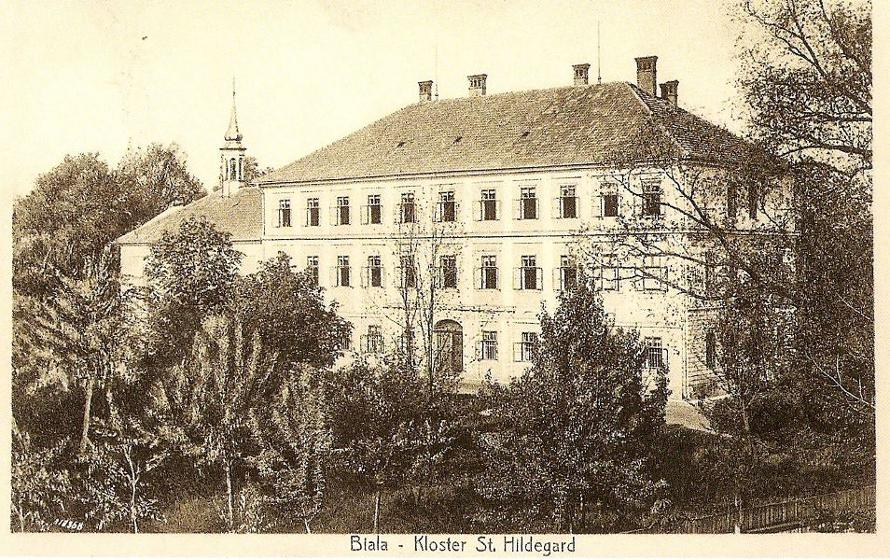
Hof in Lipnik, Symbol der Abhängigkeit von den Starosten, später das Kloster St. Hildegard in Biala

Vor allem infolge der habsburgischen Gegenreformation in Schlesien im 17. Jahrhundert wuchs der Ort, zahlreiche Lutheraner aus der Standesherrschaft Bielitz zogen auf das andere Ufer der Bialka, weil in Polen die Gegenreformation noch moderater war. Das Dorf hatte noch am Ende des 17. Jahrhunderts eine völlig hölzerne Bebauung, aber schon den Charakter eines Städtleins. Ethnisch war Biala halb deutsch und halb polnisch, es bestand schon eine römisch-katholische Minderheit, aus dem Jahr 1697 stammt der erste Beleg der Anwesenheit eines Juden in Biala. Auch hier waren die Tuchmacher (wie in Bielitz) das wichtigste Handwerk. Der neu gebildeten Zunft erteilte der Besitzer der Grundherrschaft von Lipnik, Johann Franz Lubowiecki, im Jahre 1667 ihr Privileg. In diesem Jahr gründete Lubowiecki auch in Lipnik an der Grenze zu Biala eine Konkurrenzjuridika (die spätere Vorstadt Biala) in der Umgebung des Lipniker Hofs (Sitz der Starosten) aus dem Jahr 1596.

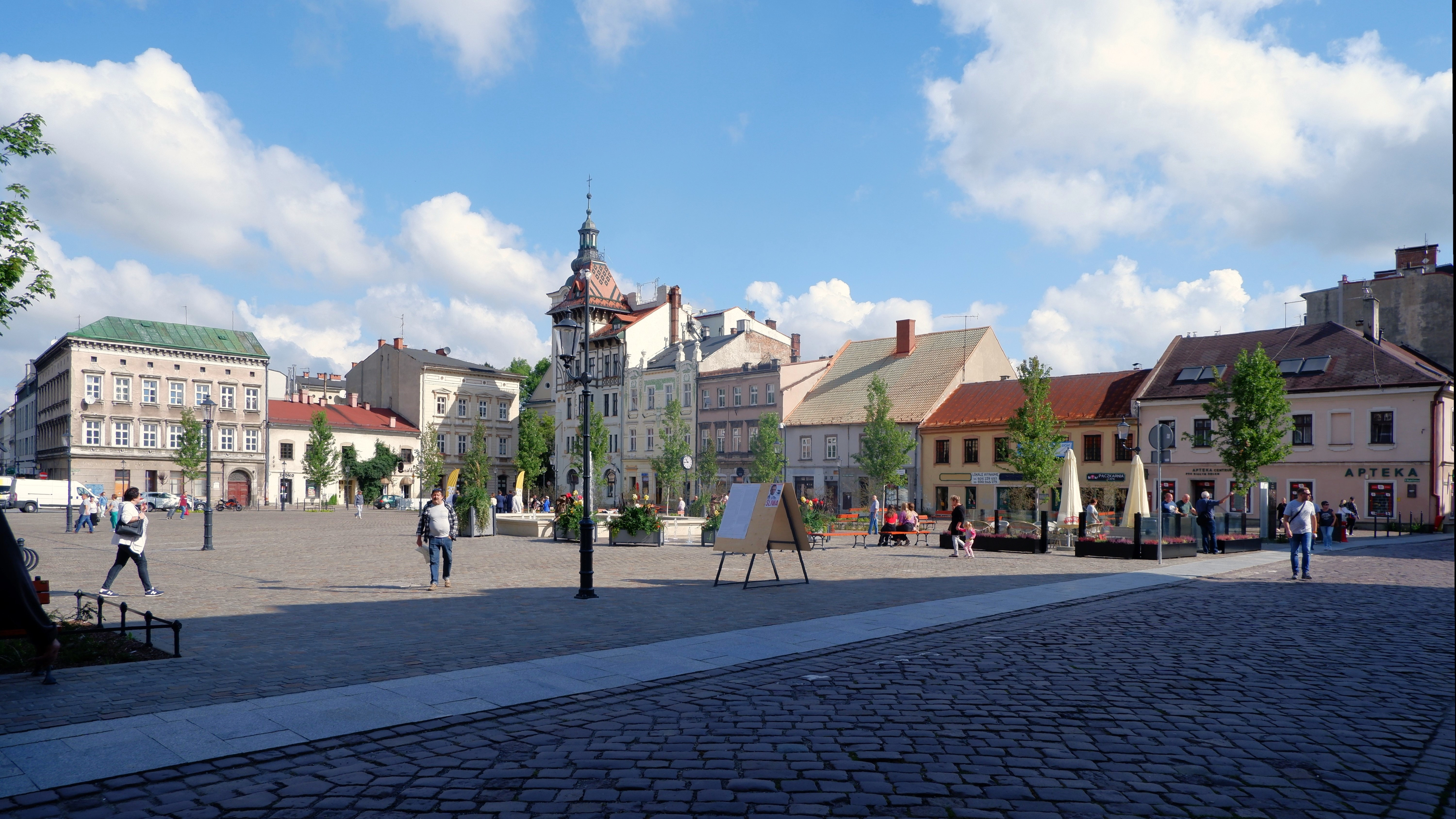
Wojska-Polskiego-Platz, der erste Marktplatz von Biala

Schon 1670 wurde Biala als eine Stadt erwähnt, was die Absicht der Bewohner demonstriert. Die adeligen Besitzer (Starosten) von Lipnik erschwerten die Verleihung des Stadtrechts für Jahrzehnte. Offiziell erhielt der Ort das Kulmer Stadtrecht jedoch erst 1723 durch den polnischen König August den Starken. Damals entstand der erste Marktplatz (heute Wojska-Polskiego-Platz). Die neue Stadt gehörte mit der Fläche von nur 12,5 Hektar, 300 Einwohnern und etwa 40 Häusern zu den kleinsten in Polen.
Im Jahr 1708 siedelten sich Jesuiten an, um den mehrheitlich lutherischen Ort zum katholischen Glauben zu bekehren, seither begann die aktive Gegenreformation. Eine römisch-katholische Kapelle wurde damals erbaut, in den Jahren 1760 bis 1769 zur Kirche umgebaut. Nach dem Ersten Schlesischen Krieg gewann die Stadt an Bedeutung und entwickelte sich rasch, besonders in den Jahren 1755 bis 1768 unter der Verwaltung der Familie Brühl (im Juni 1755 kaufte das Amt der Starost von Lipnik Heinrich von Brühl). 1765 wurden die Juden vertrieben. Im Jahr 1769 wurde die Stadt mit etwa 1500 Einwohnern in 200 Häusern zum Sitz der Generalität der Konföderation von Bar („der erste polnische Nationalaufstand“).

### 1772 bis 1918

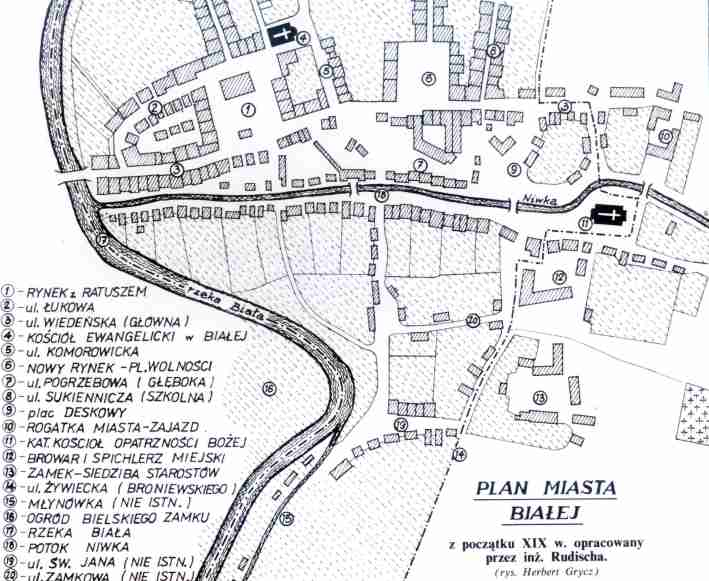
Biala im frühen 19. Jahrhundert

Infolge der ersten Teilung Polens kam Biala im Jahre 1772 zu Österreich und wurde Teil von Galizien, formell nach der Betitelung der Habsburger im Herzogtum Auschwitz-Zator, das ab 1818 bzw. 1820–1850 vorübergehend aus Galizien ausgegliedert und Österreichisch-Schlesien zugeordnet wurde, in der Zeit war es formales Mitglied des Deutschen Bundes, obwohl es vor 1772 Polen und nicht dem Heiligen Römischen Reich unterstanden hatte.

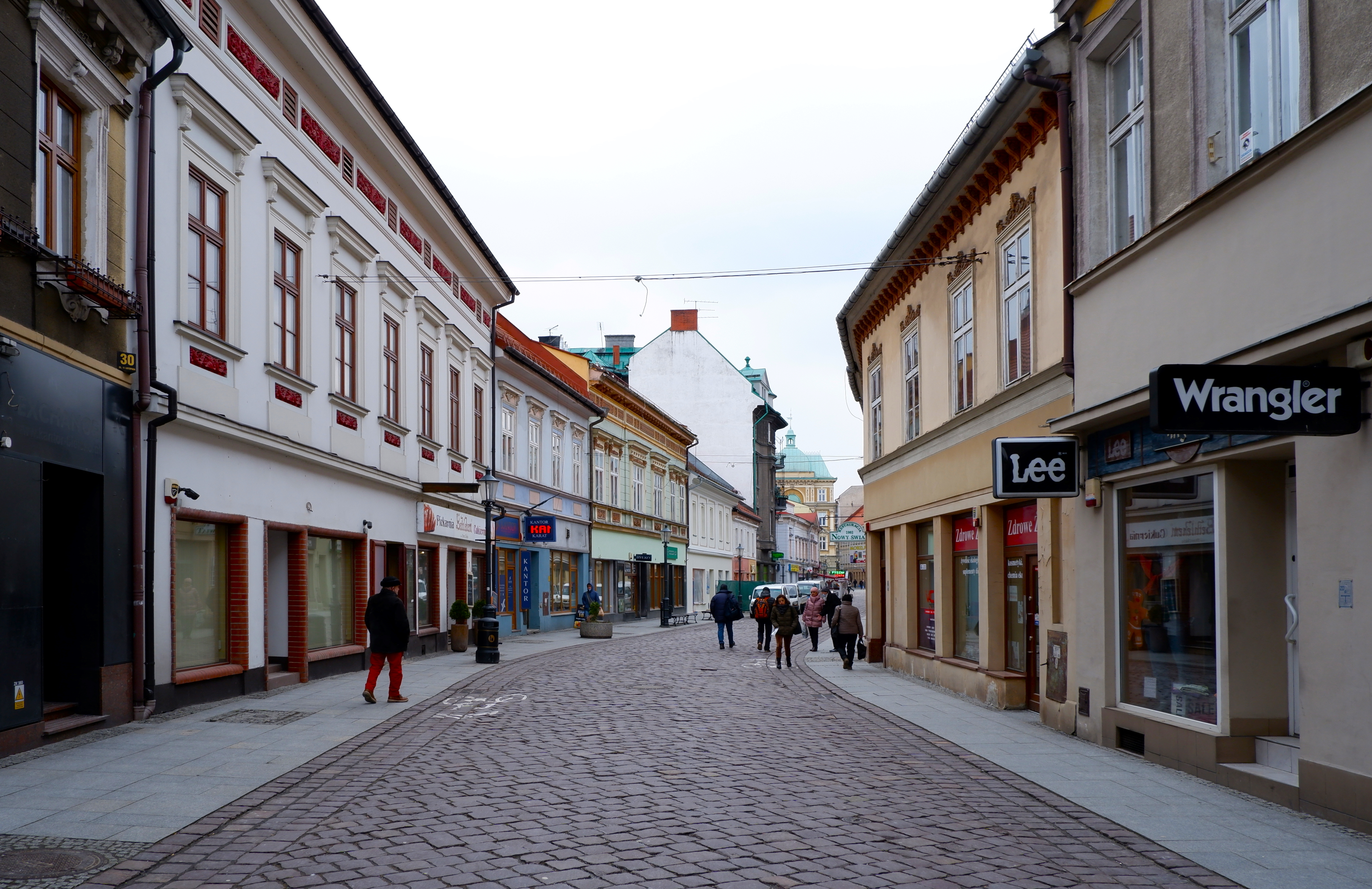
11 Listopada-Straße

Im Jahr 1780 begann der Bau einer Reichsstraße von Wien nach Lemberg durch Biala mit der zweiten Brücke über die Bialka, was Biala zum Tor Galiziens machte, u. a. in der Zeit der Josephinischen Kolonisation. Diese bedeutete auch eine in der Quellen zu beobachtende Welle der Zuwanderung aus dem deutschsprachigen Raum, während die polnische Sprache und Kultur auf dem Rückzug war. Die Wiener-Straße, jetzt 11 Listopada-Straße, wurde zur neuen städtischen Achse. Der alte Marktplatz wurde zu klein und der Neue Ring (ab 1890 Franzensplatz, heute Wolności-Platz) wurde erbaut. Die zahlreichen neuen Gebäude waren gemauert, noch im Gegensatz zur Mehrheit galizischer Städte ähnlicher Größe. Kaiser Joseph II. erließ 1781 sein Toleranzpatent, infolgedessen wurde 1782 in Biala nun offiziell auch eine evangelische Gemeinde gebildet. In den Jahren 1782 bis 1788 wurde die erste lutherische Kirche Galiziens in Biala errichtet. Die Prozentzahl der Lutheraner sank systematisch, jedoch ihr politischer Einfluss in der Stadt blieb überproportional groß. Biala war auch eines der wichtigsten Zentren dieser Konfession in Galizien, dort befand sich von 1871 bis 1885 und erneut von 1897 bis 1918 der Sitz der Evangelischen Superintendentur A. B. Galizien.
1784 wurde der Zoll an der Bialka aufgehoben. 1789 löste der Kaiser die Stadt endgültig aus der Grundherrschaft der Starosten von Lipnik und erhob sie 1799 zur Königlichen Freistadt. Durch den Wegfall der Landesgrenze an der Bialka verschmolzen Biala und Bielitz immer mehr. 1810 wurde die erste Fabrik in Biala von Joachim Adler eröffnet, was die Industrialisierung und das demographische Wachstum hereinbrachte. Die beiden Städte wurden um 1815 nach Troppau zum größten Ballungszentrum Österreichisch-Schlesiens sowie zum dritten Zentrum der Textilindustrie Österreichs neben Brünn und Liberec.
Die Revolution von 1848/1849 initiierte eine bedeutende deutsche Nationalbewegung in Biala mit Rudolf Theodor Seeliger, einem liberalen Protestanten, an der Spitze. Zum ersten Mal wurde gefordert, die Stadt aus dem Galizien zu lösen, um sie Österreichisch-Schlesien anzugliedern. In den folgenden Generationen der deutschnationalen Bewohner wurde sie mehr oder weniger offiziell mehrmals wieder postuliert (z. B. im Jahr 1879 und 1916). Vor der Aufhebung des Rechts „de non tolerandis Judeis“ im Jahr 1849 siedelten sich schon illegal zahlreiche Juden in Biala an. 1865 wurde die jüdische Gemeinde Biała-Lipnik (mit Sitz in Lipnik, ab 1902 in Biala) errichtet. Auffälligerweise gab es in Biala mehr orthodoxen Juden als in Bielitz, ähnlich wie in Galizien. 1889 wurde die Synagoge in Lipnik für die liberalen Juden eröffnet.
Nachdem 1867 Galizien einen Sonderstatus unter polnischer Verwaltung bekommen hatte, erfolgte die Einrichtung einer Bezirkshauptmannschaft Biala. In die Stadt kam eine kleine Gruppe von polnischen Beamten und Intellektuellen aus anderen Regionen und belebten die polnische Nationalbewegung mit Edward Stiasny an der Spitze. Jedoch wegen des Zensus-Männerwahlrechts machten Deutsche mindestens 50 % der Bezirksratsmitglieder aus. Polnische Ratsmitglieder erlangten erst im Jahre 1909 die knappe Mehrheit. Die Abgeordneten aus Biala (u. a. Antoni Seidler, Franz Strzygowski, Rudolf Bukowski, Johann Rosner, Franz Stanislaus Strzygowski, Karol Hempel) waren oft die einzigen deutscher Nationalität im galizischen Landtag. 1898 wurde in Biala die erste polnische Volksschule eingerichtet. Ende des 19., Anfang des 20. Jahrhunderts traten vermehrt Probleme zwischen den verschiedenen Nationalitäten auf und die vorwiegend polnische Verwaltung Galiziens begann, den Ort zu polonisieren, während die städtische Verwaltung im Gegenteil zu germanisieren versuchte (z. B. alle Namen der Straßen). Die sprachlichen Beziehungen in Biala (und Lipnik) waren damals komplizierter, als im fast ausschließlich kulturell deutschen Bielitz. Etwa 1/3 der Einwohner war bewusst nationaldeutsch, 1/3 polnisch, die übrigen, hauptsächlich slawischer Herkunft, deklarierten ihre Umgangssprache bzw. Nationalität wechselnd. Laut der österreichischen Volkszählungen in den Jahren 1880 bis 1910 oszillierte die deutsche Sprache als deklarierte Umgangssprache der Bewohner zwischen etwa 70 und 80 Prozent. Die Polen assimilierten sich in Biala in die deutsche Kultur eher, wie z. B. der in einer polnischen Familie geboren Erwin Hanslik. Im Jahr 1909 veröffentlichte er das Buch Biala, eine deutsche Stadt in Galizien: Geographische Untersuchung des Stadtproblems. Mit der Industrialisierung begannen auch z. B. Streiks der Arbeiter. Im April 1890 wurden 11 Personen von der Gendarmerie getötet. Der folgende Generalstreik im Mai gilt als der erste von den große Erhebungen der Sozialisten in Galizien. Ab dem Jahr 1900 war dort Stanisław Stojałowski tätig, ein radikaler und kontroverser, polnischer Priester, dessen Aktivität wurde heute im Namen der im Jahr 1974 eröffneten Stojałowski-Straße verewigt, und zwar als die neue Hauptverkehrsader der Stadt.

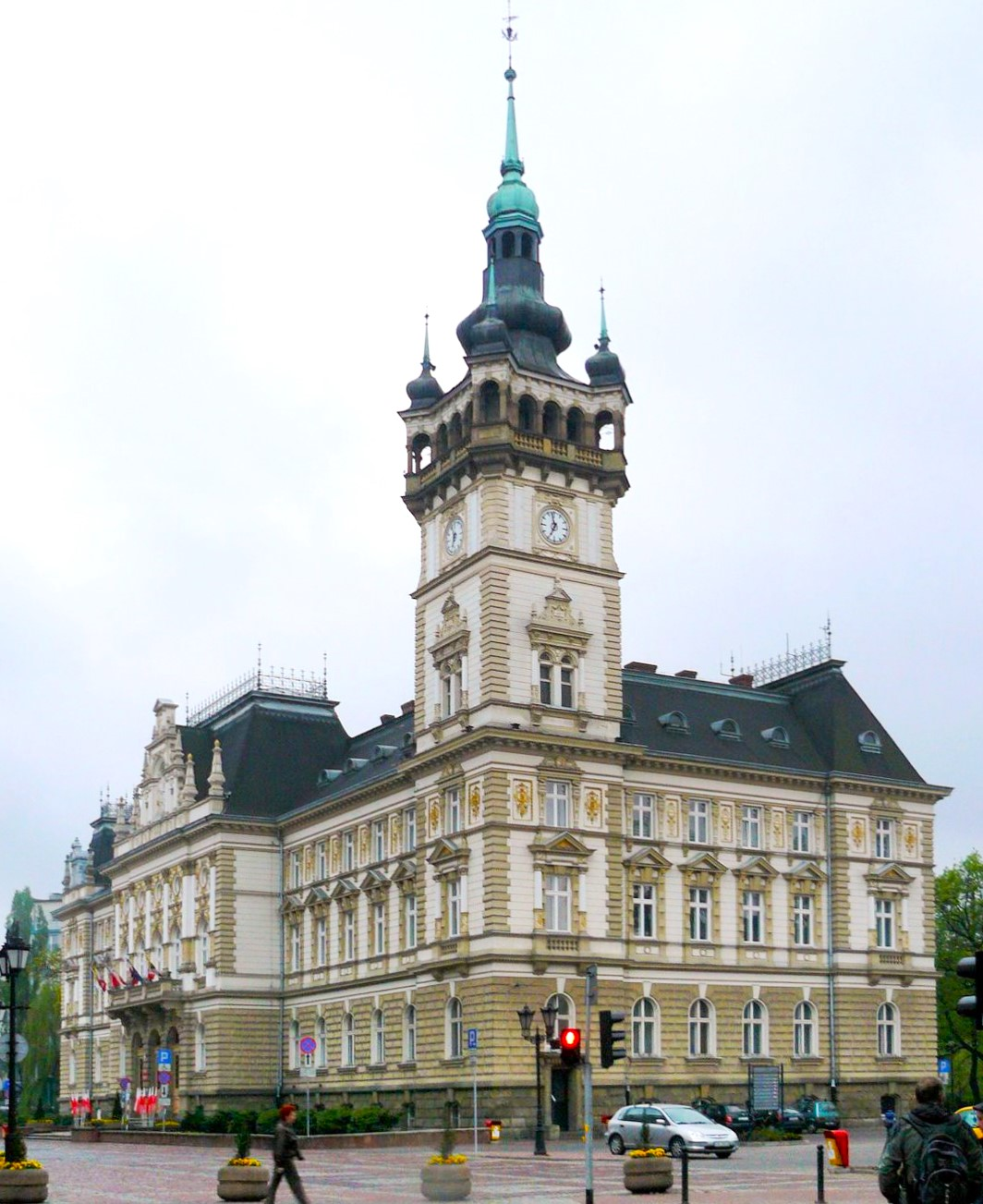
Das neue Rathaus in Biala

In den Jahren 1895 bis 1897 wurde das neue Rathaus als höchstes repräsentatives Großgebäude der Stadt errichtet.

### Ab 1918
1918, nach dem Ende des Ersten Weltkriegs und dem Zusammenbruch der k.u.k. Monarchie, kam Biała zu Polen. Die Stadt blieb der Sitz einer Kreisverwaltung in der Woiwodschaft Krakau (1920–1939). Im Jahr 1921 hatte Biała 431 Gebäude mit 7746 Einwohnern, davon nach der Nationalität 4619 Polen, 2134 (27,5 %) Deutsche, 913 Juden, nach der Religion war die Mehrheit römisch-katholisch (5627), 1363 Menschen waren jüdischer Religion, 716 waren Lutheraner. Damals verfügte die Stadt, umgangssprachlich und auch in Briefen der Warschauer Verwaltung Biała Galicyjska (etwa Galizisches Biala) genannt, über eine Fläche von 1,22 km2 und brauchte mehr Land, um sich weiterzuentwickeln. Die deutschen Ratsherren wollten nur den urbanisierten, mehr von Deutschen und Juden bewohnten westlichen Teil von Lipnik mit Leszczyny anschließen, wenn möglich ohne den mit polnischem Proletariat besiedelten dörflichen Teil von Lipnik. Am 24. April 1925 wurde jedoch das ganze Lipnik mit Leszczyny eingemeindet und die Stadt wurde im August zu Biała Krakowska (etwa Krakauer Biala) umbenannt (der Name wurde folgend von der Stadtverwaltung benutzt), obwohl die Umbenennung formell erst am 28. Februar 1937 bestätigt wurde. Im Jahr 1927 wurde die Angliederung von Straconka an die Stadt vorbereitet, sowie im nächsten Jahr der Anschluss der Stadt an die Woiwodschaft Schlesien (1920–1939) und sogar der Zusammenschluss mit dem zu Schlesien gehörenden Bielitz unter den Namen Biała-Bielsko (und nicht Bielsko-Biała, um die mehr polnische Stadt zu betonen), aber keines von diesen Projekten wurde vollendet.
Am 3. September 1939 erreichten deutsche Truppen Bielsko und Biała, weitgehend von Deutschen bewohnt, so dass es zu keinen Gefechten kam. Im Dezember 1939 hatte die noch unabhängige Biala-Stadt 31.023 Einwohner, davon 9.923 Volksdeutsche, 13.500 Polen, 2.890 Schlonsaken (spätere dritte Kategorie der Deutschen Volksliste). Die Mehrheit der Bevölkerung war römisch-katholisch (23.113); in der Stadt lebten außerdem 2.200 Lutheraner und 4.660 Juden. 21.554 der Einwohner waren ansässig, 9.469 haben nach dem Jahr 1918 zugewandert. 1940 wurde Biala zum ersten Mal nach Bielitz als Bielitz-Ost eingemeindet, die von über 54.000 Einwohnern bewohnte Hauptstadt des Landkreises Bielitz. Die meisten jüdischen Einwohner wurden bis 1944 getötet.
Die Rote Armee erreichte Biala am 11. Februar 1945. Nach dem Zweiten Weltkrieg, der u. a. die Flucht und Vertreibung Deutscher aus Mittel- und Osteuropa 1945–1950 zur Folge hatte, ist die deutschsprachige Bevölkerung von Biala untergegangen.
Nach dem Krieg wurden die Plattenbau-Siedlungen Grunwaldzkie und Śródmiejskie errichtet.